# Rainhard Fendrich

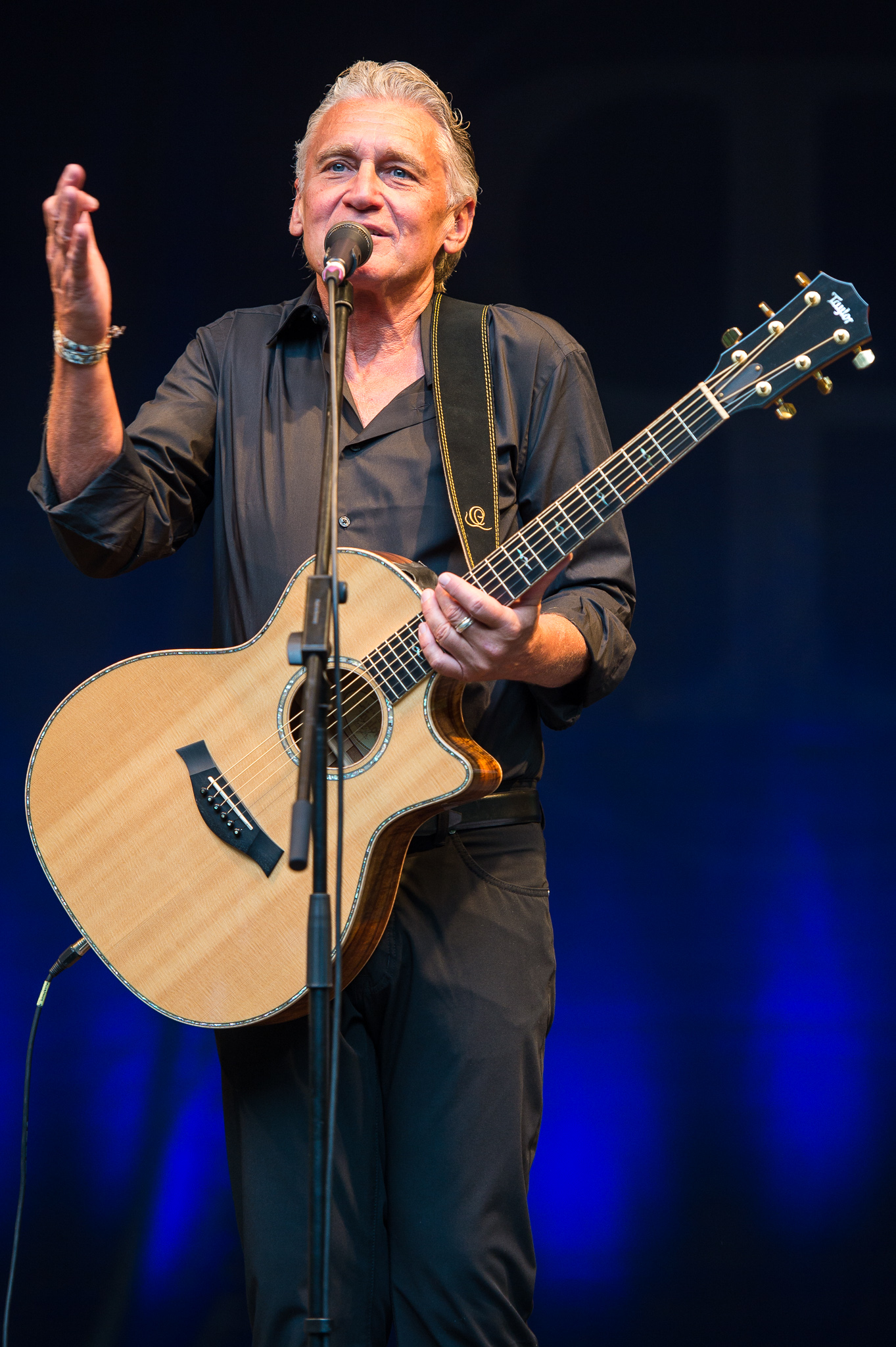
Rainhard Fendrich (2015)

Rainhard Jürgen Fendrich (* 27. Februar 1955 in Wien) ist ein österreichischer Liedermacher, Moderator und Schauspieler. Er zählt zu den erfolgreichsten Vertretern des Austropop und prägte dieses Genre entscheidend.

## Jugend und Ausbildung
Fendrichs Mutter war Sudetendeutsche, die Familie seines Vaters stammt aus Serbien. Sein Vater war Maschinenbauingenieur, seine Mutter Mannequin. Er hat einen um sechs Jahre jüngeren Bruder, Harald Fendrich, der auch Musiker ist, in seiner Band die Bass-Gitarre spielte und nun bei WIR4 (Ulli Bäer, Gary Lux, Harry Stampfer) ist. Im Alter von zehn Jahren kam Fendrich auf ein katholisches Internat, in welchem er bis zum Alter von 17 Jahren wohnte. Auf dem Internat war er Ministrant und sang im Chor. Sein Klavierunterricht wurde gestrichen, weil er in Mathematik zu schlecht war. Er fand sich als Kind „dicklich“ und wenig attraktiv.
Fendrich besuchte zuerst das Gymnasium Kundmanngasse, dann das Gymnasium Hagenmüllergasse. Als er mit 15 eine Gitarre bekam, brachte er sich selbst die Griffe bei und begann auch zu texten. Damalige frustrierende Erfahrungen mit Mädchen finden ihren Ausdruck später, beispielsweise in Cyrano (1991) oder Frieda (2001). Ein Jusstudium brach er ab, um mit verschiedenen Jobs Schauspiel- und Gesangsunterricht zu finanzieren.

## Karriere

### Karrierebeginn und kommerzieller Durchbruch (1980–1986)
Fendrich trat ab 1980 am Theater an der Wien auf (in Die Gräfin vom Naschmarkt) und gab dort 1982 den Judas im Musical Jesus Christ Superstar. 1980 war er auch von Hans Gratzer für eine Aufführungsserie des Hamlet im Schauspielhaus verpflichtet worden, hatte einen seiner ersten Fernsehauftritte als Sänger in der ORF-Sendung Wir-extra zugunsten von Kindern in der dritten Welt und bekam den ersten Plattenvertrag.
In Tritsch Tratsch folgte 1981 ein weiterer Auftritt mit dem Lied Zweierbeziehung (eines Mannes mit seinem Auto). Das Debütalbum Ich wollte nie einer von denen sein erschien im Mai desselben Jahres, konnte aber zunächst keine hohen Verkaufszahlen erzielen.
Im August 1981 landete er mit Strada del sole (in ähnlichem Stil, über eine „Urlaubs-Beziehungskiste“) den österreichischen Sommerhit des Jahres. Die Single verkaufte sich in Österreich 99.000 Mal, was dem heutigen Status von 3-fach Platin entsprechen würde. Überdies wurde das Lied im Jahr 2020 vom Popkulturmagazin The Gap im Rahmen des AustroTOP-Rankings auf Platz 14 der „100 wichtigsten österreichischen Popsongs“ gewählt. Ebenso erfolgreich war das zweite Album Und alles is ganz anders word’n. Mit Schickeria und Oben Ohne folgten 1982 die nächsten Nummer-eins-Hits. Zu dieser Zeit wurde Fendrich bereits als Shooting-Star des Austropop gefeiert.
1983 präsentierte Fendrich seine erste Kompilation mit dem Namen A winzig klaner Tropfen Zeit. Außerdem trat er im selben Jahr mit Wolfgang Ambros beim Schulschluss-Open-Air im Wiener Gerhard-Hanappi-Stadion auf. Dieses Konzert wurde auf einer Live-Kompilation mit dem Album Open Air veröffentlicht.
Mit Auf und davon gelang Fendrich 1983 ein nächster Erfolg. Obwohl das Album die kommerziellen Erwartungen des Vorgängeralbums nicht ganz erfüllen konnte und die Singleauskoppelungen das ebenfalls nicht schafften, trat Fendrich auf mehreren ausverkauften Konzerten auf seiner Tour auf. Das führte dazu, dass der Song Weus’d a Herz hast wia a Bergwerk zweimal als Single erhältlich war; in einer Studio- und in einer Live-Version.
Nach einem kurzen Rückzug von der Öffentlichkeit erschienen in den Jahren 1985 und 1986 die Alben Wien bei Nacht und Kein schöner Land. Außerdem veröffentlichte er eine weitere Live-Kompilation.

### Durchbruch in Deutschland (1988–1997)
Mit Macho, Macho, großteils auf Wienerisch gesungen, erreichte 1988 wieder eine seiner Singles die Spitzenposition. In Deutschland bracht sie den Durchbruch mit Platz 2, in der Schweiz erreichte sie eine Top-3-Position. Das Lied hatte er in fünf Minuten geschrieben, angeregt durch einen Artikel in der Zeitschrift Brigitte.
In Österreich und Deutschland gleichermaßen bekannt ist sein Auftritt mit Reinhard Mey, mit Ein Loch in der Kanne in der Fernsehsendung Was wäre wenn im Jahr 1988.
1989 erschien das Album Von Zeit zu Zeit, das die kommerziellen Erwartungen Fendrichs nicht erfüllte. Auch die Auskoppelungen Von Zeit zu Zeit und I Am from Austria waren zunächst nicht erfolgreich. Später entwickelte sich der Titel I Am from Austria zur „heimlichen Bundeshymne Österreichs“ und wurde 2011 in der ORF-Sendung Österreich wählt zum „größten Austropop-Hit aller Zeiten“ gewählt.
1991 erschien das Album Nix is fix, produziert von Tato Gomez bei BMG Ariola, das den Erfolg früherer Zeiten wiederholte. Das Album hielt sich 32 Wochen lang in den österreichischen Charts und war fünf Wochen auf Platz 1.
Ein Jahr später trat Fendrich zur Eröffnung der Wiener Festwochen mit den Wiener Symphonikern auf. Unter dem Projekt „Vienna Symphonic Orchestra Project“ (VSOP), von und mit Christian Kolonovits, der das Konzert dirigierte und bei dem auch der Arnold Schoenberg Chor mitwirkte. Das Konzert wurde als Album veröffentlicht und schaffte es nach einiger Zeit auf den ersten Platz der Österreich Musikcharts.
Fendrich übernahm 1993 von Rudi Carrell die Moderation der ARD-Sendung Herzblatt, die er bis 1997 im deutschen Fernsehen präsentierte. Im selben Jahr startete er die Comedy-Show Nix is fix (ORF/ARD). Das kabarettistische und medienkritische Format wurde trotz guter Kritiken nicht fortgesetzt.
Die österreichische Post legte 1993 eine Sonderpostmarke mit einer Illustration zu seinem Lied Strada del sole auf.
Nebenbei nahm Fendrich das Album Brüder auf, das sich nach langer Zeit wieder in Deutschland platzierte. Die in Österreich eher unpopulären Singles Midlife Crisis und Brüder schafften es in die deutschen Charts. Das Album wurde trotz des kommerziellen Erfolgs in Fendrichs Heimat von den Medien eher negativ aufgenommen. Der Grund dafür war, dass sich Fendrich sich mit dem Album langsam vom Wiener Dialekt abwandte. Als Werbeaktion zu Herzblatt wurde auch die 1994 veröffentlichte Balladen-Kompilation Lieder mit Gefühl vorgestellt.

### Rückkehr nach Österreich und Gründung von Austria 3 (1997–2007)
1997 brachte Fendrich das Album Blond heraus. Das Titellied wurde sein bis dato letzter großer Nummer-eins-Hit. Die Single Blond wurde in Österreich 10.000 Mal verkauft und mit Gold ausgezeichnet. Außerdem wurde der Song nach der Programmreform des österreichischen Senders Ö3 als eines der wenigen österreichischen Lieder im Radio gespielt.
Ebenfalls 1997 initiierte Fendrich ein als einmaliges Ereignis vorgesehenes Benefizkonzert zugunsten Obdachloser, bei dem er zusammen mit Wolfgang Ambros und Georg Danzer auftrat. Der überwältigende Erfolg führte dazu, dass dieses Team als Austria 3 bis 2006 auftrat, dabei entstanden gemeinsame Livealben und Compilations. Die Band gab am 10. Juni 2006 ihre Trennung bekannt. Ihr letztes Konzert fand am 24. Juli 2006 im schwäbischen Altusried statt. Am 16. April 2007 fand sich der Freundeskreis bei Georg Danzers Comeback-Konzert in der Wiener Stadthalle neuerlich zusammen, um drei ihrer alten Songs vorzutragen; anschließend wurde von mehreren Seiten ein mögliches Comeback geplant, Georg Danzer starb jedoch am 21. Juni 2007 an Lungenkrebs.
Ebenfalls 1997 hatte Fendrich Erfolg als Filmschauspieler in der Hauptrolle von Fröhlich geschieden (ZDF) an der Seite von Christina Plate und Helmut Fischer. 1998 spielte er den Billy Flynn im Musical Chicago im Theater an der Wien, 2002 und 2003 trat er als Jeff Zodiak im von ihm verfassten und von Christian Kolonovits und Harold Faltermeyer arrangierten Musical WakeUp mit weniger Erfolg im Raimundtheater auf.
Insgesamt erhielt er dreimal die Goldene Romy in der Kategorie „Beliebtester Moderator Show und Unterhaltung“.
Viermal war er für einen Amadeus Austrian Music Award nominiert, den er 2002 gewann. Im Zuge einer österreichweiten Umfrage der Zeitschrift NEWS wurde er in diesem Jahr auch zum „besten Entertainer des Jahrzehnts“ gewählt.
Rainhard Fendrich moderierte von 1999 bis 2000, als Erster Moderator in Österreich, die Millionenshow. Außerdem moderierte er 2005 die Spielshow Deal or No Deal. Beide Shows wurden im ORF ausgestrahlt.

### Solokarriere seit dem Ende von Austria 3 (seit 2007)

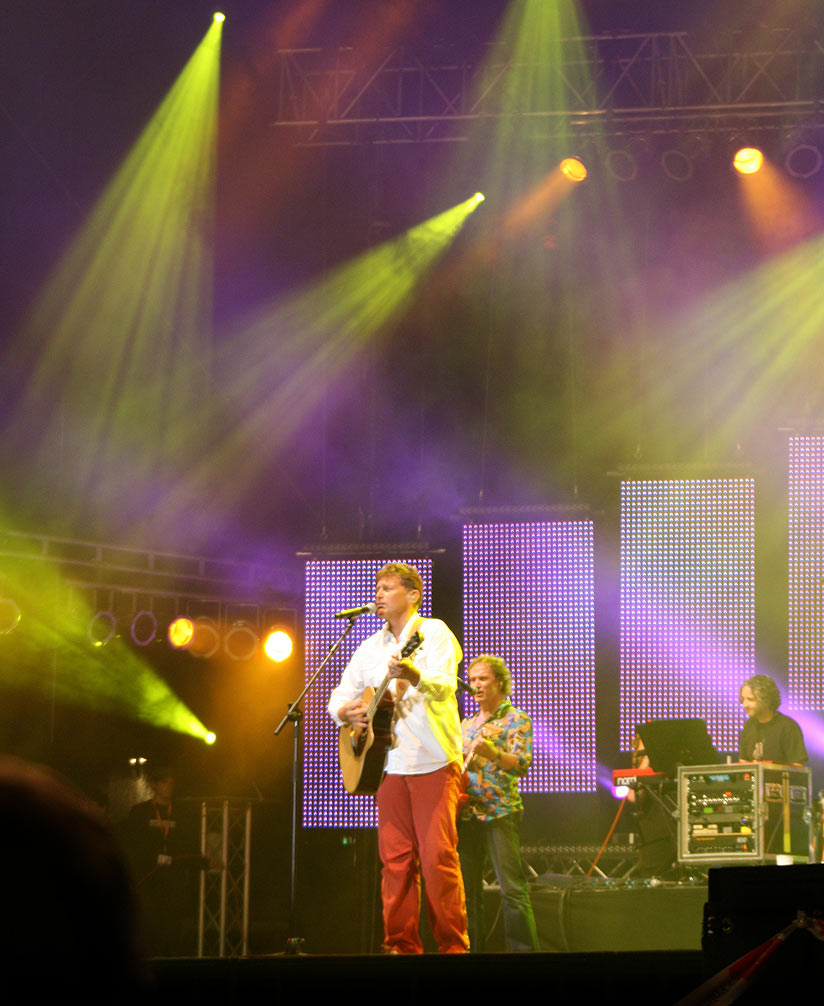
Rainhard Fendrich am Donauinselfest 2007

Als sein Freund und Austria 3-Partner Georg Danzer sein Konzert am Wiener Donauinselfest 2007 aufgrund seiner fortgeschrittenen Lungenkrebs-Erkrankung kurzfristig absagen musste, sprang Fendrich „statt und für Georg“ ein – die Gage sollte bei Danzer verbleiben. Dieser starb am 21. Juni, zwei Tage vor dem Konzert, das mit 200.000 Fans das bestbesuchte des Events war.
Am 30. November 2007 erschien seine Single Wir sind Europa, die er im vorhergehenden Sommer mit den Wiener Sängerknaben, Marc Janko, Andreas Ivanschitz und Helge Payer für die EURO 2008 aufnahm.
Vom 11. März bis Herbst 2008 moderierte Fendrich die Fernsehsendung Sing and Win! (eine Abwandlung des US-Formats Don't forget the lyrics) auf dem privaten Fernsehsender ATV.
Im Sommer 2008 spielte er in dem Singspiel Im weißen Rößl bei den Seefestspielen Mörbisch den Zahlkellner Leopold.
Am 24. September 2009 veröffentlichte Rainhard Fendrich das Album Meine Zeit. Darin enthalten unter anderem die Songs Der Mensch ist wie er ist, Bussi, Bussi und Abschied, was Georg Danzer gewidmet ist und Fendrichs Umgang mit dessen Tod thematisiert. Meine Zeit erklomm Anfang Oktober 2009 die Spitze der österreichischen Charts.
2010 erschien das Studioalbum Meine Zeit nach vier Jahren Auszeit. Nach wenigen Verkaufstagen erreichte das Album Goldstatus und Platz 1 der österreichischen Hitparade.
Am 10. Mai 2013 erschien das Album Besser wird’s nicht, unter anderem mit der Single Die, die wandern. Das Album erreichte ebenfalls Platz 1 der österreichischen Charts. Begleitet wurde das Album von einer ausgiebigen Tournee.
Anfang Jänner 2015 veröffentlichte Rainhard Fendrich anlässlich seines 60. Geburtstages das Album Auf den zweiten Blick. Für dieses Album hat er einige zum Teil weniger bekannte Stücke aus den vergangenen dreißig Jahren neu aufgenommen.
Am 7. Oktober 2016 erschien sein 17. Studioalbum Schwarzoderweiß, mit den Singles Wenn du was willst und Das Höchste der Gefühle.
Am 2. März 2017 musste Fendrich aufgrund von akuten Stimmproblemen sein Konzert in Salzburg nach kurzer Zeit beenden und weitere Termine wegen einer Kehlkopfentzündung verschieben.
Im September 2017 wurde das auf Fendrichs Liedern basierende Jukebox-Musical I Am from Austria im Wiener Raimundtheater uraufgeführt.
2019 veröffentlichte er ein neues Studio-Album unter dem Titel Starkregen.
Am 31. Jänner 2025 erschien Fendrichs 19. Studioalbum „Wimpernschlag“.

## Equipment
Rainhard Fendrich spielt auf der Bühne vorzugsweise Gitarren des kanadischen Gitarrenbauers Larrivée.
Fendrich hat ein Ferienhaus mit Studio auf Mallorca.

## Beziehungen und Kinder
Fendrich war von 1984 bis 2003 mit Andrea Sator verheiratet, mit der er zwei Söhne, Lucas (ab 2015 Sänger der Band „Hunger“) und Florian hat. Die gemeinsame Tochter Theresa starb 1989 im Alter von 17 Monaten an einer Viruserkrankung.
Am 4. Dezember 2010 heiratete Fendrich in Berlin seine Lebensgefährtin Ina Nadine Wagler. Am 10. März 2011 kam der gemeinsame Sohn zur Welt. Nachdem sich das Paar bereits 2012 getrennt hatte, erfolgte im November 2016 die Scheidung.

## Drogen
Als Fendrich Anfang April 2006 im Zuge polizeilicher Observation eines Dealer-Rings der Ankauf von Kokain nachgewiesen wurde, war er geständig und gab an, 15 Jahre lang konsumiert zu haben. Der Künstler absolvierte danach freiwillig einen Entzug und beteiligt sich seither an Anti-Drogen-Kampagnen, wurde aber wegen Kokainbesitzes und der (später weitgehend fallen gelassenen) „Weitergabe von Drogen“ im Mai zu einer unbedingten Geldstrafe von 37.500 Euro verurteilt.

## Politik
Im Jänner 2025 kritisierte er in Interviews mit verschiedenen Medien die rechtsextreme Freiheitliche Partei Österreichs. „Wir sind jetzt wieder das Nazi-Land.“ Fendrich sorge sich um die Demokratie. Manche Menschen äußerten sich nicht mehr politisch, da sie beschimpft, bedroht und verfolgt würden, wenn sie eine andere Meinung haben. Er habe Angst vor Statements wie „die Justiz muss der Politik folgen“, „die Presseförderung muss auf neue Beine gestellt werden“ oder eine „Festung Österreich“. Das Wort „Remigration“ sei menschenverachtend. In Bezug auf Wladimir Putin und Donald Trump habe er das Gefühl, „dass die ganze Menschheit in Geiselhaft von einer Handvoll Despoten ist, die narzisstische Wahnvorstellungen haben. Was müsste passieren, dass es keine Kriege mehr gibt?“ Doch „solange es Menschen gibt, die aufstehen und ihre Meinung frei sagen und das Unrecht nicht vergessen, habe ich Hoffnung“, so Fendrich.

## Religion
Fendrich wurde katholisch sozialisiert und ist gläubiger Christ. In einem Interview mit dem Kirchenmagazin evangelisch.de antwortete er im November 2010 auf die Frage „Hört beim Glauben die Toleranz auf?“:

„Ich akzeptiere jeden Atheisten, aber ein Atheist ist für mich ein Trottel. Denn jeder Mensch, der mit wachen Augen durch die Natur geht, egal welcher Religion er angehört, muss irgendwann bemerken: Das hat irgendwer gemacht, der schlauer ist als wir. Der Glaube ist etwas, das ich lange verdrängt habe. Aber er war immer da, und jetzt habe ich ihn wiedergefunden. Mir ist es eine Zeit lang sehr schlecht gegangen. Der Glaube war meine Hilfe.“

Nach der Lektüre der Bücher Im Namen Gottes? von David Yallop und Vatikan AG von Gianluigi Nuzzi trat er aus der katholischen Kirche aus.

## Diskografie
Studioalben

| Jahr | Titel                               | Höchstplatzierung, Gesamtwochen, AuszeichnungChartplatzierungen (Jahr, Titel, Platzierungen, Wochen, Auszeichnungen, Anmerkungen) | Höchstplatzierung, Gesamtwochen, AuszeichnungChartplatzierungen (Jahr, Titel, Platzierungen, Wochen, Auszeichnungen, Anmerkungen) | Höchstplatzierung, Gesamtwochen, AuszeichnungChartplatzierungen (Jahr, Titel, Platzierungen, Wochen, Auszeichnungen, Anmerkungen) | Anmerkungen                              |
| Jahr | Titel                               | DE | AT | CH | Anmerkungen                              |
| ---- | ----------------------------------- | --- | --- | --- | ---------------------------------------- |
| 1980 | Ich wollte nie einer von denen sein | — | AT16 (4 Wo.)AT | — | Erstveröffentlichung: 1980               |
| 1981 | Und alles is ganz anders word’n     | — | AT1 (24 Wo.)AT | — | Erstveröffentlichung: 1981               |
| 1982 | Zwischen eins und vier              | DE64 (1 Wo.)DE | AT1 (30 Wo.)AT | — | Erstveröffentlichung: 1982               |
| 1983 | Auf und davon                       | — | AT2 (64 Wo.)AT | — | Erstveröffentlichung: 1983               |
| 1985 | Wien bei Nacht                      | DE42 (19 Wo.)DE | AT1 (36 Wo.)AT | CH16 (8 Wo.)CH | Erstveröffentlichung: 1985               |
| 1986 | Kein schöner Land                   | — | AT3 Platin · (44 Wo.)AT | — | Erstveröffentlichung: 29. September 1986 |
| 1988 | Voller Mond                         | DE56 (4 Wo.)DE | AT2 (14 Wo.)AT | — | Erstveröffentlichung: 22. Februar 1988   |
| 1989 | Von Zeit zu Zeit                    | — | AT3 ×2Doppelplatin · (36 Wo.)AT                                                                                                   | — | Erstveröffentlichung: 9. Oktober 1989    |
| 1991 | Nix is fix                          | DE44 (8 Wo.)DE | AT1 ×2Doppelplatin · (32 Wo.)AT                                                                                                   | — | Erstveröffentlichung: 17. September 1991 |
| 1993 | Brüder                              | DE64 (17 Wo.)DE | AT1 ×2Doppelplatin · (46 Wo.)AT                                                                                                   | — | Erstveröffentlichung: 8. Juni 1993       |
| 1997 | Blond                               | DE51 (11 Wo.)DE | AT1 (20 Wo.)AT | CH21 (13 Wo.)CH | Erstveröffentlichung: 17. April 1997     |
| 2001 | Männersache                         | DE30 (10 Wo.)DE | AT1 ×2Doppelplatin · (33 Wo.)AT                                                                                                   | CH62 (5 Wo.)CH | Erstveröffentlichung: 18. Juni 2001      |
| 2004 | aufLeben                            | DE43 (4 Wo.)DE | AT1 Platin · (43 Wo.)AT | — | Erstveröffentlichung: 3. Mai 2004        |
| 2006 | hier + jetzt                        | DE43 (4 Wo.)DE | AT1 Gold · (14 Wo.)AT | — | Erstveröffentlichung: 20. Januar 2006    |
| 2010 | Meine Zeit                          | DE55 (3 Wo.)DE | AT1 Gold · (13 Wo.)AT | — | Erstveröffentlichung: 24. September 2010 |
| 2013 | Besser wird’s nicht                 | DE38 (3 Wo.)DE | AT1 Platin · (28 Wo.)AT | CH56 (1 Wo.)CH | Erstveröffentlichung: 10. Mai 2013       |
| 2016 | Schwarzoderweiss                    | DE28 (2 Wo.)DE | AT1 Gold · (31 Wo.)AT | CH69 (1 Wo.)CH | Erstveröffentlichung: 7. Oktober 2016    |
| 2019 | Starkregen                          | DE17 (4 Wo.)DE | AT1 Gold · (31 Wo.)AT | CH39 (1 Wo.)CH | Erstveröffentlichung: 20. September 2019 |
| 2025 | Wimpernschlag                       | DE7 (2 Wo.)DE | AT1 (18 Wo.)AT | CH18 (1 Wo.)CH | Erstveröffentlichung: 31. Januar 2025    |

grau schraffiert: keine Chartdaten aus diesem Jahr verfügbar

## Filmografie
- 1984: Rainhard Fendrich: Elf Titel (ORF, Regie: Peter Patzak)[41]
- 1985: Coconuts
- 1996: Fröhlich geschieden (TV)
- 1999: Geliebte Gegner (TV)
- 1999: Das Mädchen aus der Torte (TV)
- 2000: Die Ehre der Strizzis (TV)
- 2001: Eine Insel zum Träumen – Koh Samui (TV)
- 2004: Gefühl ist alles (TV)

## Auszeichnungen
- 1992: Goldenes Verdienstzeichen des Landes Wien[42]
- 1993: Die österreichische Post widmete Rainhard Fendrich eine 5,50-Schilling-Briefmarke.[43]
- 1989, 1990: RSH-Gold
- 2015: Großes Goldenes Ehrenzeichen für Verdienste um das Bundesland Niederösterreich[44]